# Clarivate Analytics
Clarivate Analytics é uma empresa que possui e opera uma coleção de serviços baseados em assinatura focados, principalmente, em análises, incluindo pesquisa científica e acadêmica, análises de patentes, padrões regulatórios, proteção de marcas comerciais, inteligência farmacêutica e de biotecnologia, proteção de marcas de domínio e gerenciamento de propriedade intelectual. Os serviços incluem Web of Science, Cortellis, Derwent Innovation, Derwent World Patents Index, CompuMark, MarkMonitor, Techstreet, Publons, EndNote, Kopernio e ScholarOne.
A Clarivate Analytics era anteriormente a divisão de Propriedade Intelectual e Ciência da Thomson Reuters. Em 2016, a Thomson Reuters firmou um acordo de 3,55 bilhões de dólares, no qual eles o transformaram em uma empresa independente e o venderam para as empresas de private equity Onex Corporation e Baring Private Equity Asia.
A Clarivate Analytics também publica uma lista anual de "Pesquisadores altamente citados". De acordo com a empresa, a lista "reconhece pesquisadores de classe mundial selecionados por seu desempenho excepcional em pesquisa, demonstrado pela produção de vários artigos altamente citados que se classificam no top 1% por citações de campo e ano no Web of Science". Os pesquisadores são selecionados por seu desempenho excepcional em um ou mais de 21 campos (aqueles usados nos ESI) ou em vários campos.
Em maio de 2018, a Clarivate Analytics lançou o índice de citações em árabe em todo o mundo.
Em 13 de maio de 2019, a Clarivate se fundiu com a Churchill Capital. O CEO da Churchill, Jerre Stead (anteriormente presidente e CEO da IHS Markit)  se tornou o presidente executivo da Clarivate.